# Bundesstraße 11
Pour les articles homonymes, voir B11 et Route 11.
La Bundesstraße 11 (abrégé en B 11) est une Bundesstraße reliant la frontière tchèque, près de Bayerisch Eisenstein, à Krün, en passant par Munich.

## Le secteur du lac de Walchensee
La route fédérale B11 longe la vallée du pic de Herzogstand, en rive Nord, entre Walchensee et Urfeld. La pression interstitielle de l'eau du lac de retenue de Walchensee joue un rôle crucial dans l'équilibre des terrains et contraint le tracé de la route. L'hiver, l'activité de la centrale hydroélectrique de Walchensee porte le niveau de la retenue à son minimum annuel, et la dé-saturation des terrains portant la chaussée imposent une limitation de trafic aux poids lourds. Une partie du printemps, l'exploitant E.ON est assujetti à une mission de service public qui lui fait obligation de relever le niveau du lac de retenue afin de rétablir le transit des poids lourds. Pour répondre à cette obligation réglementaire, le fournisseur d'électricité rassemble les données d'enneigement sur tout le bassin versant au cours de l'hiver précédent pour déterminer les apports utiles en sus de l'eau de fonte.

## Localités traversées
- Bayerisch Eisenstein
- Zwiesel
- Regen
- Deggendorf
- Landshut
- Moosburg an der Isar
- Freising
- Munich
- Wolfratshausen
- Geretsried
- Bichl
- Benediktbeuern
- Kochel am See
- Urfeld am Walchensee
- Walchensee
- Krün